# Андреассон, Йоста
Йоста Андреассон (швед. Gösta Andreasson; 9 декабря 1894, Гётеборг, Швеция — 6 июня 1982, Ривердейл, Бронкс, Нью-Йорк, Нью-Йорк, США) — шведско-американский скрипач.
Окончил Стокгольмскую академию музыки, совершенствовал своё мастерство под руководством Леопольда Ауэра. Наиболее существенная страница в творческой биографии Андреассона — участие в партии второй скрипки в Квартете Адольфа Буша, длившееся с 1921 по 1945 год. В 1922—1933 годах это не мешало Андреассону одновременно преподавать в Дармштадте. Затем, по мере обострения социально-политической обстановки в Германии, участники квартета перебрались сперва в Швейцарию, а затем и в США. После ухода из квартета Андреассон до 1963 года преподавал в университете Карнеги-Мелон.